# Life Goes On (有坂美香の曲)
「Life Goes On」（ライフ ゴーズ オン）は有坂美香が2005年に発売したシングルである。

## 解説
- テレビアニメ『機動戦士ガンダムSEED DESTINY』第2期エンディング主題歌としてオンエア。

## 収録曲
1. Life Goes On 
  - 作詞：有坂美香、作曲：梶浦由記、編曲：梶浦由記・西川進
2. 時の砂漠 
  - 作詞：有坂美香、作曲・編曲：梶浦由記
3. Life Goes On（オリジナル・カラオケ）
4. 時の砂漠（オリジナル・カラオケ）